# Mefenesina
La mefenesina è un farmaco miorilassante ad azione centrale.
Derivato chimicamente dall'1,2-propandiolo, agisce inibendo i riflessi polisinaptici del midollo spinale.
Il suo principale impiego è contro le contrazioni spastiche dolorose, come quelle provocate dal tetano, dalla malattia di Parkinson e da alcune forme di epilessia.
Può essere utilizzato per via topica per alleviare i sintomi dolorosi dovuti a contratture muscolari.

## Farmacologia

### Indicazione d'uso
La mefenesina era utilizzata per il trattamento della spasticità muscolare in malattie come il morbo di Parkinson o la sclerosi multipla.

### Farmacodinamica
Il farmaco riduce l'eccitabilità neuronale, portando a una diminuzione dei potenziali d'azione delle fibre muscolari, il che alla fine produce una riduzione della spasticità.

### Meccanismo d'azione
Il meccanismo d'azione esatto della mefenesina non è noto, ma è osservato che blocca sia le correnti di sodio in entrata che le correnti di calcio in entrata nei neuroni. Il farmaco ha un effetto fisiologico che si oppone a quello della stricnina.

### Tossicità
Se somministrata per via endovenosa a concentrazioni superiori al 10%, può causare emolisi che porta all'emoglobinuria. In quanto depressore del sistema nervoso centrale, può anche causare paralisi e depressione respiratoria.